# テーブルマウンテン (南アフリカ)

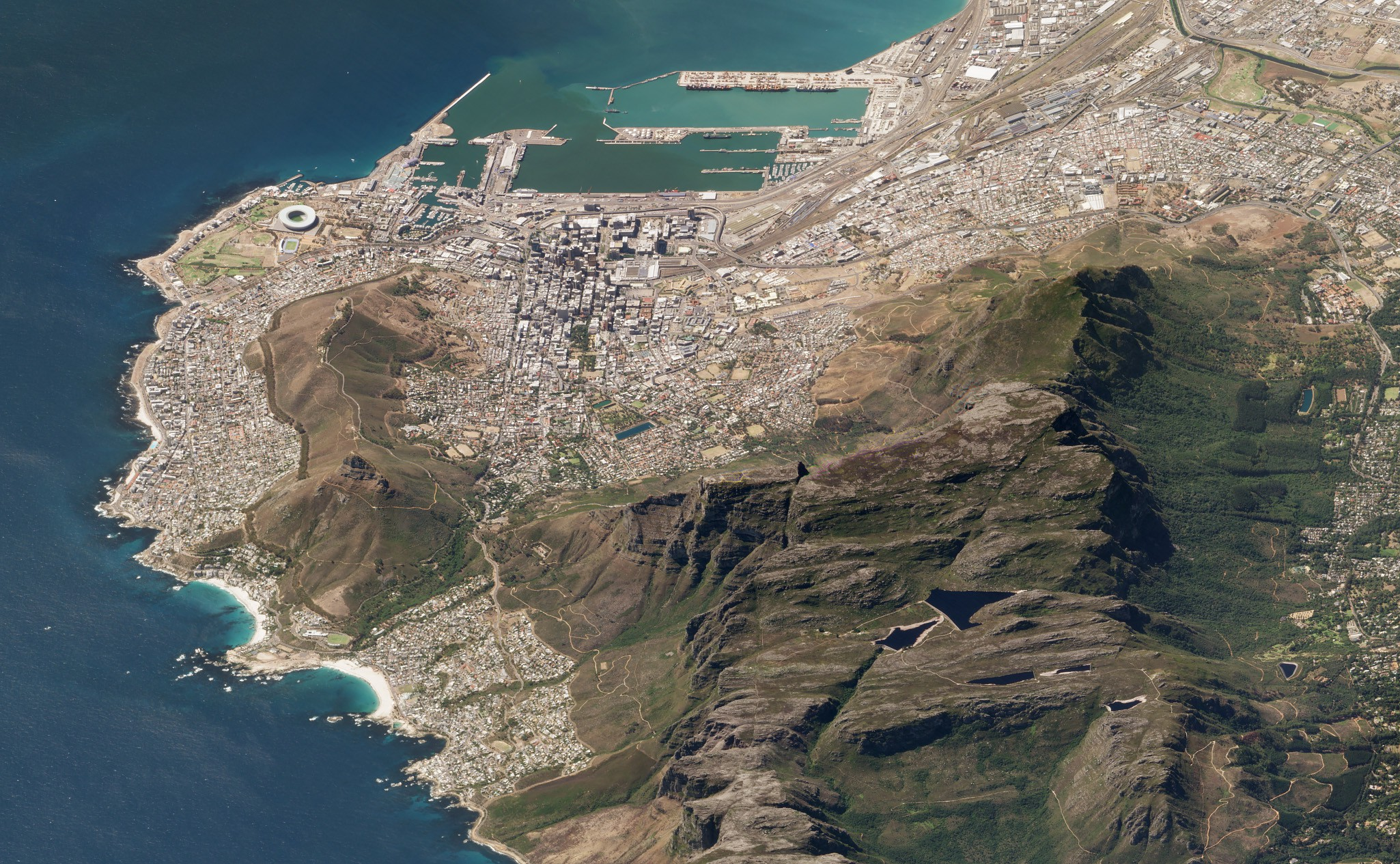
ケープタウンの南に位置するテーブルマウンテン（右が南）

テーブルマウンテン（英語: Table Mountain、アフリカーンス語: Tafelberg）あるいはテーブル山は、南アフリカ共和国西ケープ州のケープ半島北部にある山。約3kmに亘り山頂がほぼ平坦なことから名づけられた。

## 概要
垂直に切り立った崖が特徴の山で、テーブルマウンテン国立公園を形成している。頂上にはロープウェイやハイキングでのぼることができる。

## 歴史
1990年にニューケープ半島国立公園に指定され、1998年にテーブルマウンテン国立公園として改めて指定された。

## 地理・地質
ケープタウンの南部に位置し、西側には大西洋を望む。南部はバック・テーブルと呼ばれる低山が岬まで続く。山体はオルドビス紀の珪質砂岩で硬く、その下の柔らかい頁岩が浸食されたためメサ地形を呈する。それより下には先カンブリア時代の変成岩と貫入花崗岩がある。

## 交通

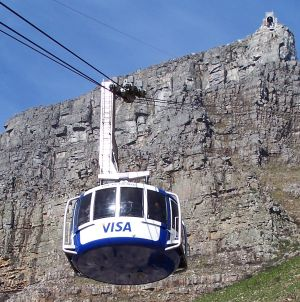
ロープウェイ

### ロープウェイ
標高300m地点のコル地区から頂上までロープウェイが走行している。最初のロープウェイは1926年に着工、1929年に運行開始した。1997年に改修し定員65名になった。頂上に行くまでの間に360度回転するため十分な眺望が得られる。

### バス
コル地区のロープウェイ駅までは車で移動できる。

### その他
ハイキングにはいろいろなルートがあり、数時間で上れる。岩登りやケービングも楽しめる。